# Atentados aéreos en Rusia de 2004
En la noche del 24 de agosto de 2004, se detonaron explosiones con dispositivos al bordo en dos vuelos nacionales de pasajeros que habían despegado del Aeropuerto Internacional Domodedovo en Moscú, Rusia, causando la destrucción de ambas aeronaves y la pérdida de las 90 personas que se encontraban a bordo.  
Las investigaciones posteriores concluyeron que dos mujeres chechenas suicidas fueron las responsables de los atentados, que luego también fueron reivindicados por el líder de la insurgencia chechena .

## Vuelos

### Vuelo 1303 del Volga-AviaExpress
El primero en explotarse fue el vuelo 1303 del Volga-AviaExpress,  un avión Tu-134, matriculado RA-65080, que estaba en servicio desde 1977. El avión volaba de Moscú a Volgogrado. Salió del Aeropuerto Internacional de Domodedovo a las 22:30 del 24 de agosto de 2004. La comunicación con el avión se perdió a las 22:56 mientras volaba sobre la región de Tula, 180 kilómetros (111,8 mi) al sureste de Moscú. Los restos del avión fueron encontrados en tierra varias horas después. A bordo del avión se encontraban treinta y cuatro pasajeros y nueve tripulantes. Todos ellos murieron en la explosión.
Las grabadoras de vuelo fueron recuperadas del lugar del atentado. La grabadora de datos de vuelo mostró que el avión volaba sin incidentes a 8,1 metros (26,6 pies), antes de indicar algún tipo de evento de alta energía que probablemente se originó cerca del lado derecho del avión en la fila de 19 asientos. Ambas grabadoras dejaron de grabar entre 2 y 3 segundos después de este suceso. A esto le siguió la separación del fuselaje en ese lugar un tiempo indeterminado después. 

### Vuelo 1047 de Siberia Airlines
Apenas unos minutos después de la primera explosión, el vuelo 1047 de Siberia Airlines, que había salido del Aeropuerto Internacional de Domodedovo a las 21:35 el 24 de agosto de 2004, desapareció de las pantallas de radar y se estrelló. El avión Tu-154, matrícula RA-85556, en servicio desde 1982, volaba de Moscú a Sochi . Según una fuente gubernamental anónima de la agencia de noticias rusa Interfax, el avión había emitido una advertencia de secuestro mientras volaba sobre la región de Rostov a las 22:59.  Sin embargo, más tarde se determinó que se trataba del transmisor de localización de emergencia (ELT) de la aeronave, y que la tripulación del vuelo 1047 no estaba al tanto de ningún peligro antes de que la aeronave desapareciera del radar. El avión desapareció de las pantallas de radar poco después y se estrelló. A bordo del avión iban 38 pasajeros y 8 tripulantes, y no hubo supervivientes tras el accidente. Los restos de la aeronave fueron encontrados en la mañana del 25 de agosto de 2004, 9 kilómetros (5,6 mi) del asentamiento laboral de Gluboky en el distrito de Kamensky de la región de Rostov .
En este caso también se recuperaron las cajas negras; la caja negra de datos de vuelo junto con el análisis de los restos sugirieron que un evento de alta energía casi idéntico al observado en el vuelo 1303 tuvo lugar cerca del lado derecho del avión en la fila de 25 asientos, mientras el avión volaba a 12,1 metros (39,7 pies) . La explosión provocó una rápida descompresión de la cabina, daños en los controles del elevador y del timón, una pérdida sustancial de energía eléctrica y daños graves en el fuselaje y los componentes de la cola. El ELT se activó medio segundo después del evento, ya sea por un miembro de la tripulación o automáticamente. La grabadora de datos dejó de funcionar poco después de la explosión, pero la grabadora de voces de la cabina continuó grabando hasta el impacto contra el suelo, durante el cual la mayoría de las discusiones de la tripulación fueron sobre la pérdida de presión de la cabina y los sistemas eléctricos. La tripulación fue tomada completamente por sorpresa por el evento y no hay evidencia de que la tripulación estuviera al tanto de la detonación de un dispositivo explosivo a bordo. 

## Responsabilidades
Las dos explosiones casi simultáneos provocaron especulaciones sobre terrorismo. El presidente Vladímir Putin ordenó inmediatamente al Servicio Federal de Seguridad (FSB) que investigara los accidentes. El 28 de agosto de 2004, el FSB encontró restos del explosivo RDX en los restos de ambos aviones. La agencia de noticias Itar-Tass informó el 30 de agosto de 2004 que "sin lugar a dudas, el servicio de seguridad FSB afirmó que 'ambos aviones volaron como resultado de un ataque terrorista'". Un grupo poco conocido llamado Brigadas Islambouli se atribuyó la responsabilidad;  la veracidad de esas afirmaciones sigue siendo incierta. Las Brigadas Islambouli también afirmaron que cinco de sus miembros estaban en cada avión; los expertos son escépticos sobre la posibilidad (y la necesidad) de que hubiera tantos terroristas a bordo.
Los atentados siguieron al atentado en el metro de Moscú que dejó 41 muertos en febrero de 2004 y precedieron a otros ataques mortales en Rusia poco después: el 31 de agosto de 2004 una bomba mató a 10 personas en una estación del metro de Moscú,  y luego la crisis de los rehenes de Beslán el 1 de septiembre de 2004 que dejaría más de 335 personas muertas, muchas de ellas niños.

## Arrestos y juicios
El 24 de agosto de 2004, los terroristas fueron detenidos en el aeropuerto por el capitán de policía Mikhail Artamonov para registrarlos en busca de armas y de identificación. Los acompañaban dos hombres chechenos. Los cuatro llegaron a Moscú en un vuelo procedente de Makhachkala . Según la Fiscalía, Artamonov no los registró y posteriormente fue acusado de negligencia criminal. El 30 de junio de 2005 fue declarado culpable de negligencia y condenado a siete años de prisión. La sentencia fue apelada y el tribunal redujo posteriormente la pena a seis años. 
Según los investigadores, el vendedor de entradas Armen Aratyunyan recibió un soborno de aproximadamente 140 euros para vender entradas a las dos mujeres sin obtener sus documentos de identidad correctos. Aratyunyan también ayudó a Dzhebirkhanova a sobornar al empleado de control de billetes, Nikolai Korenkov, con 25 euros para poder subir a bordo sin los documentos de identidad adecuados. El 15 de abril de 2005, Aratyunyan y Korenkov fueron condenados por dar y recibir sobornos. Fueron sentenciados a un año y medio de prisión en una colonia de asentamiento (los convictos de colonias de asentamiento tienen más derechos y privilegios que las personas en colonias estándar).